# Hans-Werner-Richter-Haus

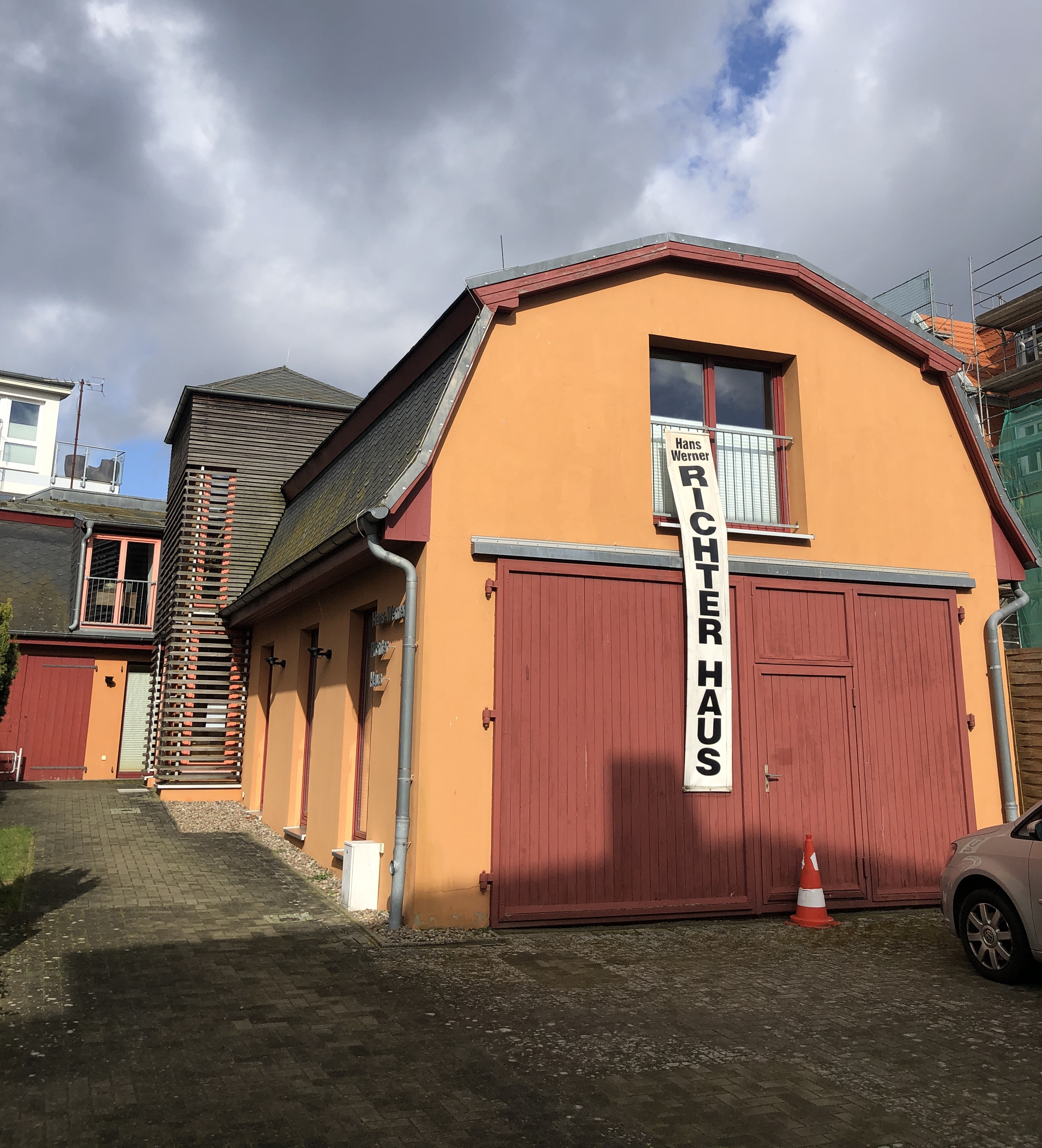
Hans-Werner-Richter-Haus, Seebad Bansin, Insel Usedom

Das Hans-Werner-Richter-Haus ist ein Museum mit Bibliothek im Seebad Bansin auf der Insel Usedom in Mecklenburg-Vorpommern. Es beherbergt den Nachlass des Usedomer Schriftstellers Hans Werner Richter. Bekanntheit erlangte Richter vor allem als Initiator der Schriftstellervereinigung Gruppe 47.

## Geschichte des Hauses
Der Schriftsteller Hans Werner Richter wurde am 12. November 1908 in Neu Sallenthin bei Bansin als Sohn eines Fischers geboren. Mit seinen sechs Geschwistern wuchs er unweit des heutigen Museums auf. In seinen Werken, beispielsweise in Spuren im Sand (1953) oder in Geschichten aus Bansin (1982), beschreibt er seinen Geburtsort Bansin.
Das Museum befindet sich in einem ehemaligen Feuerwehrhaus, dem sogenannten Spritzenhaus, das 1904 eingeweiht wurde. Im Jahr 2000 wurde das Feuerwehrgebäude zu einem Erinnerungsort an Hans Werner Richter umgebaut.

## Ausstellung

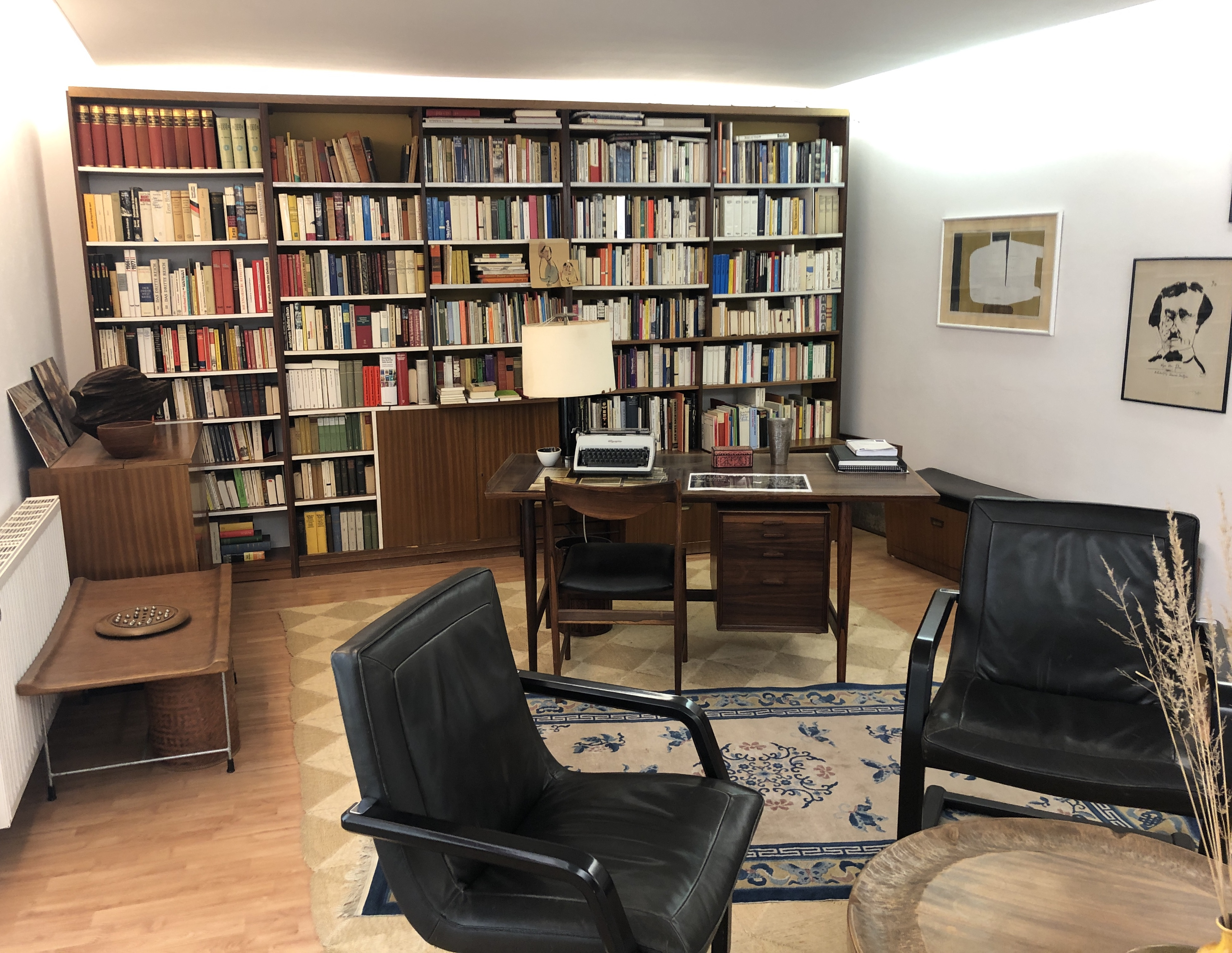
Richters Arbeitszimmer mit der originalen Schreibmaschine

Toni Richter, die Witwe von Hans Werner Richter, hat nach dessen Tod 1993 wesentliche Teile des privaten Nachlasses der Gemeinde Bansin vermacht. Das zweigeschossige Haus beherbergt den Nachlass. Ausgestellt sind Richters Arbeitszimmer mit der originalen Schreibmaschine und seine Bibliothek.
Seit dem Tod der in Ahlbeck gebürtigen Schriftstellerin und Publizistin Carola Stern im Jahr 2006 erinnert ein Teil der Ausstellung im Hans-Werner-Richter-Haus an die Schriftstellerin.
Im Günter-Grass-Zimmer, in dem Originalzeichnungen und Grafiken des Literatur-Nobelpreisträgers ausgestellt sind, finden regelmäßig Lesungen, Vorträge, Konzerte und Veranstaltungen für Kinder statt.

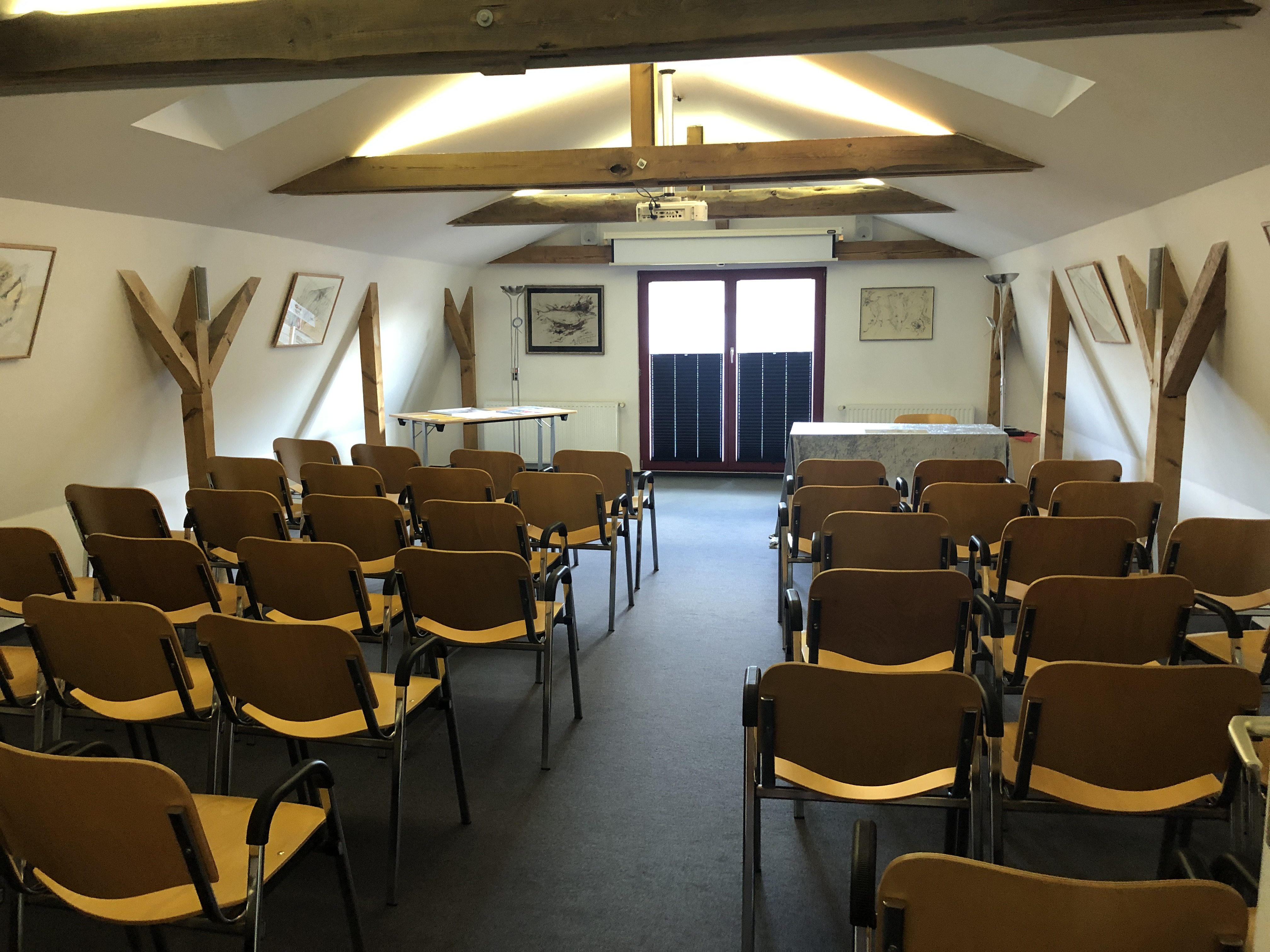
Günter-Grass-Zimmer